# داود بركات
داود بركات (الثلاثاء 16 شعبان 1285 هـ الموافق 1 ديسمبر 1868 م - السبت 16 رجب 1352 هـ الموافق 4 نوفمبر 1933 م) هو صحفي وسياسي لبناني-مصري، عاش في مصر وعمل رئيس تحرير جريدة الأهرام.

## المولد والنشأة
هو داود بن جرجس بن الخوري عبد الله بن الخوري يوسف بن بركات ولد في يحشوش بلبنان عام 1868 لأسرة مسيحية مارونية، درس في لبنان في مدرسة مراءون ومدرسة غزير ثم في مدرسة الحكمة في بيروت وأجاد اللغة العربية واللغة الفرنسية واللغة الانجليزية واللغة السريانية.
ثم سافر لمصر وهو ابن 19 عاما حيث عمل مدرِّسًا، ولكنه لم يلبث أن ترك التدريس ليلتحق بالعمل الصحفي.

## حياته الصحفية
تنقَّل بركات بين عدة صُحف حيث عمل بصحف «النيل» و«المحروسة» و«القاهرة»، وأسس مع صديقه يوسف الخازن جريدة الأخبار حتى انتهى به المُقام صحفيًّا بجريدة الأهرام بعد انتقالها من الإسكندرية إلى القاهرة وعمل على تطويرها عندما تولَّى رئاسة تحريرها في يونيو 1901 بعد وفاة بشارة تقلا ، قام بزيادة عدد محرريها وتحسين أحوالهم المادية وتدريبهم بشكل جيد على أسس الصحافة الحديثة، فأصبحت الأهرام في عهده صحيفة واسعة الانتشار منتظمة الصدور تصدُر فيما لا يقِل عن ست عشرة صفحة، كذلك أدخل عليها العديد من التعديلات والتطويرات في الإخراج، وقد ظل بركات يرأس تحرير الأهرام مدة ثلاثين عامًا متواصلة، ويُعَدُّ بركات أطول من ترأَّسوا صحيفة مصرية.

## وفاته
توفي داود بركات في يوم السبت 16 رجب 1352 هـ الموافق 4 نوفمبر 1933 م في مصر بعد صراع مع المرض.

## تكريمه
في سبتمبر عام1984 أقيمت احتفالية خاصة بالراحل داوود بركات تم فيها إزاحة الستار عن تمثاله، حيث قدمته الحكومة المصرية هدية للراحل، وذلك في حديقته ببلدته يحشوش، وقد كان من ضمن الحاضرين ممثلا لرئيس الجمهورية وقتها الشيخ أمين الجميل، والرئيس شارل حلو، وسفير مصر في لبنان حسن شاش، ومدير التحرير صلاح الدين حافظ.

## مؤلفاته
1. السودان ومطامع السياسة البريطانية في مصر.
2. تعالوا إلى كلمة سواء – ترجم للفرنسية.
3. البطل الفاتح إبراهيم وفتحه الشام.

## قالوا عنه
''وجمع داود في روحه الصحفي بين صحافة القرن التاسع عشر التي كانت صحافة رأي وفكر وسياسة وبين صحافة القرن العشرين التي أصبحت مجموعة قصص من معايش الناس ومصالحهم وأخبارهم وحوادثهم ولا تكترث للسياسة إلا بقدر ما تشغله من أفكار الناس." – خليل مطران 
"فحياة الأهرام من روح داود.. وروح الأهرام من إيمانه" – توفيق اليازجي 
"كان للثورة المصرية بمثابة النار للفتيل" – بولس غانم 
"إن داود بركات قد تمثلت فيه إرادة أمة وثورة أمة" – حسين هيكل